# Belarus la Jocurile Olimpice
Belarusul a participat pentru prima dată la Jocurile Olimpice ca țară independentă în 1994, și de atunci și-a trimis sportivii să concureze la toate Jocurile Olimpice de vară și la toate Jocurile Olimpice de iarnă. Codul CIO este BLR.

## Medalii după olimpiadă

### Medalii la Jocurile de vară
| Ediție              | Sportivi                    | Aur                         | Argint                      | Bronz                       | Total                       | Loc                         |
| 1896–1948           | nu a participat             | nu a participat             | nu a participat             | nu a participat             | nu a participat             | nu a participat             |
| 1952–1988           | ca membru Uniunii Sovietice | ca membru Uniunii Sovietice | ca membru Uniunii Sovietice | ca membru Uniunii Sovietice | ca membru Uniunii Sovietice | ca membru Uniunii Sovietice |
| Barcelona 1992      | ca membru Echipei Unificate | ca membru Echipei Unificate | ca membru Echipei Unificate | ca membru Echipei Unificate | ca membru Echipei Unificate | ca membru Echipei Unificate |
| Atlanta 1996        | 157                         | 1                           | 6                           | 8                           | 15                          | 37                          |
| Sydney 2000         | 139                         | 3                           | 3                           | 11                          | 17                          | 23                          |
| Athena 2004         | 151                         | 2                           | 5                           | 6                           | 13                          | 26                          |
| Beijing 2008        | 181                         | 4                           | 5                           | 9                           | 18                          | 16                          |
| Londra 2012         | 165                         | 2                           | 5                           | 5                           | 12                          | 26                          |
| Rio de Janeiro 2016 |                             |                             |                             |                             |                             |                             |
| Tokyo 2020          |                             |                             |                             |                             |                             |                             |
| Total               | Total                       | 12                          | 24                          | 39                          | 75                          | 48                          |

### Medalii la Jocurile Olimpice de iarnă
| Ediție              | Sportivi                    | Aur                         | Argint                      | Bronz                       | Total                       | Loc                         |
| 1924–1948           | nu au participat            | nu au participat            | nu au participat            | nu au participat            | nu au participat            | nu au participat            |
| 1952–1988           | ca membru Uniunii Sovietice | ca membru Uniunii Sovietice | ca membru Uniunii Sovietice | ca membru Uniunii Sovietice | ca membru Uniunii Sovietice | ca membru Uniunii Sovietice |
| Albertville 1992    | ca membru Echipei Unificate | ca membru Echipei Unificate | ca membru Echipei Unificate | ca membru Echipei Unificate | ca membru Echipei Unificate | ca membru Echipei Unificate |
| Lillehammer 1994    | 33                          | 0                           | 2                           | 0                           | 2                           | 15                          |
| Nagano 1998         | 59                          | 0                           | 0                           | 2                           | 2                           | 20                          |
| Salt Lake City 2002 | 64                          | 0                           | 0                           | 1                           | 1                           | 23                          |
| Torino 2006         | 28                          | 0                           | 1                           | 0                           | 1                           | 21                          |
| Vancouver 2010      | 50                          | 1                           | 1                           | 1                           | 3                           | 17                          |
| Soci 2014           | 25                          | 5                           | 0                           | 1                           | 6                           | 8                           |
| Pyeongchang 2018    |                             |                             |                             |                             |                             |                             |
| Total               | Total                       | 6                           | 4                           | 5                           | 15                          | 24                          |

## Sportivii cei mai medaliați
| Sportiv           | Sport       | Ediții                 | Aur | Argint | Bronz | Total |
| Daria Domraceva   | Biatlon     | 2010, 2014             | 3   | 0      | 1     | 4     |
| Ekaterina Karsten | Canotaj     | 1996, 2000, 2004, 2008 | 2   | 1      | 0     | 3     |
| Vadzim Mahneu     | Caiac canoe | 2004, 2008, 2012       | 1   | 1      | 2     | 4     |